# Anomiopus paraguaiensis
Anomiopus paraguaiensis är en skalbaggsart som beskrevs av Canhedo 2004. Anomiopus paraguaiensis ingår i släktet Anomiopus och familjen bladhorningar. Inga underarter finns listade i Catalogue of Life.